# Abraveses de Tera
Abraveses de Tera es una localidad española del municipio de Micereces de Tera, en la provincia de Zamora, y la comunidad autónoma de Castilla y León.

## Historia
En la Edad Media, el territorio en el que se asienta Abraveses quedó integrado en el Reino de León, cuyos monarcas habrían emprendido la fundación del pueblo.
Posteriormente, en la Edad Moderna, Abraveses fue una de las localidades que se integraron en la provincia de las Tierras del Conde de Benavente y dentro de esta en la receptoría de Benavente.
No obstante, al reestructurarse las provincias y crearse las actuales en 1833, Abraveses de Tera pasó a formar parte de la provincia de Zamora, dentro de la Región Leonesa, quedando integrada en 1834 en el partido judicial de Benavente.

## Personajes Ilustres
Beato Luis Furones Arenas Abraveses de Tera (Zamora) 1892 – Madrid, 20.8.1936. Religioso dominico, sacerdote, misionero, mártir, beato.

## Inundaciones

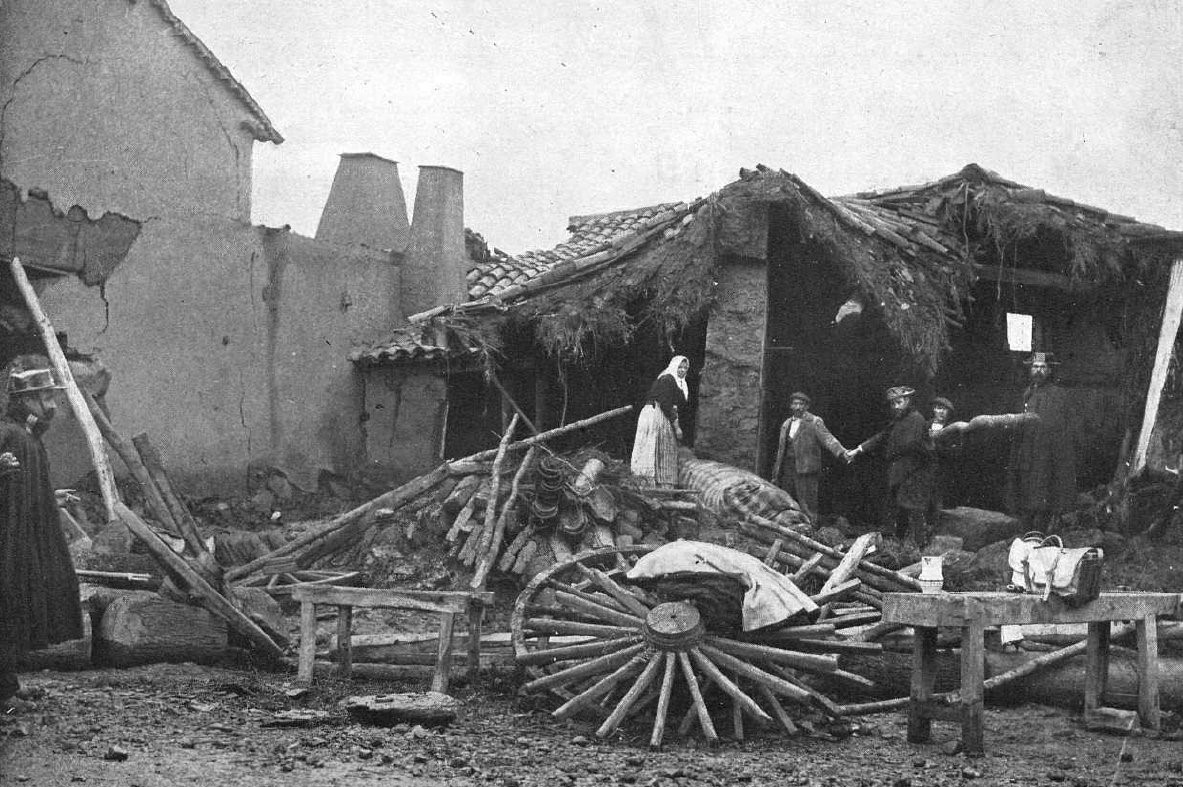
La guardia civil visita las casas destrozadas por la inundación de 1909 en Abraveses de Tera

En 1909 el municipio sufrió una grave inundación por la enorme subida del río Tera que destruyó 135 edificios.

## Edificaciones
- Iglesia de Santiago Apóstol
- Santuario de Nuestra Señora de las Encinas[6]

## Fiestas patronales
- 26 de julio: Santiago Apóstol
- 30 de agosto: Virgen de la Encina[6][7]